# Colias phicomone
Colias phicomone é uma borboleta da família Pieridae. Ela é encontrada nas Montanhas da Cantábria, nos Pirenéus, nos Cárpatos e nos Alpes. Ele voa em altitudes de 900 a 2800 metros.

## Subespécies
- Colias phicomone phicomone
- Colias phicomone juliana Hospital, 1948 (Cantábria)
- Colias phicomone oberthueri Verity, [1909] (Pirenéus)
- Colias phicomone phila Fruhstorfer, 1903 (Caxemira)

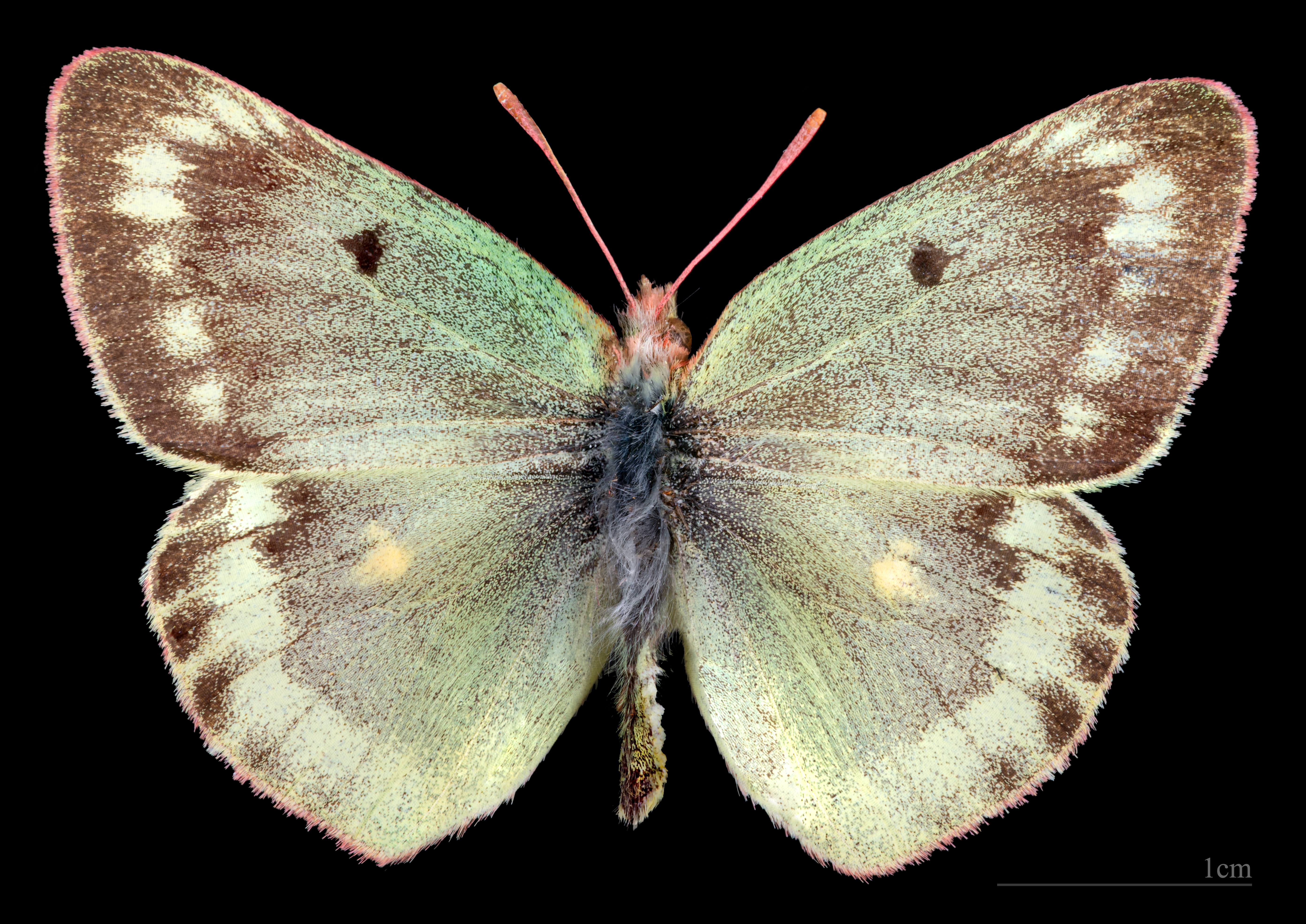
Colias phicomone ♂
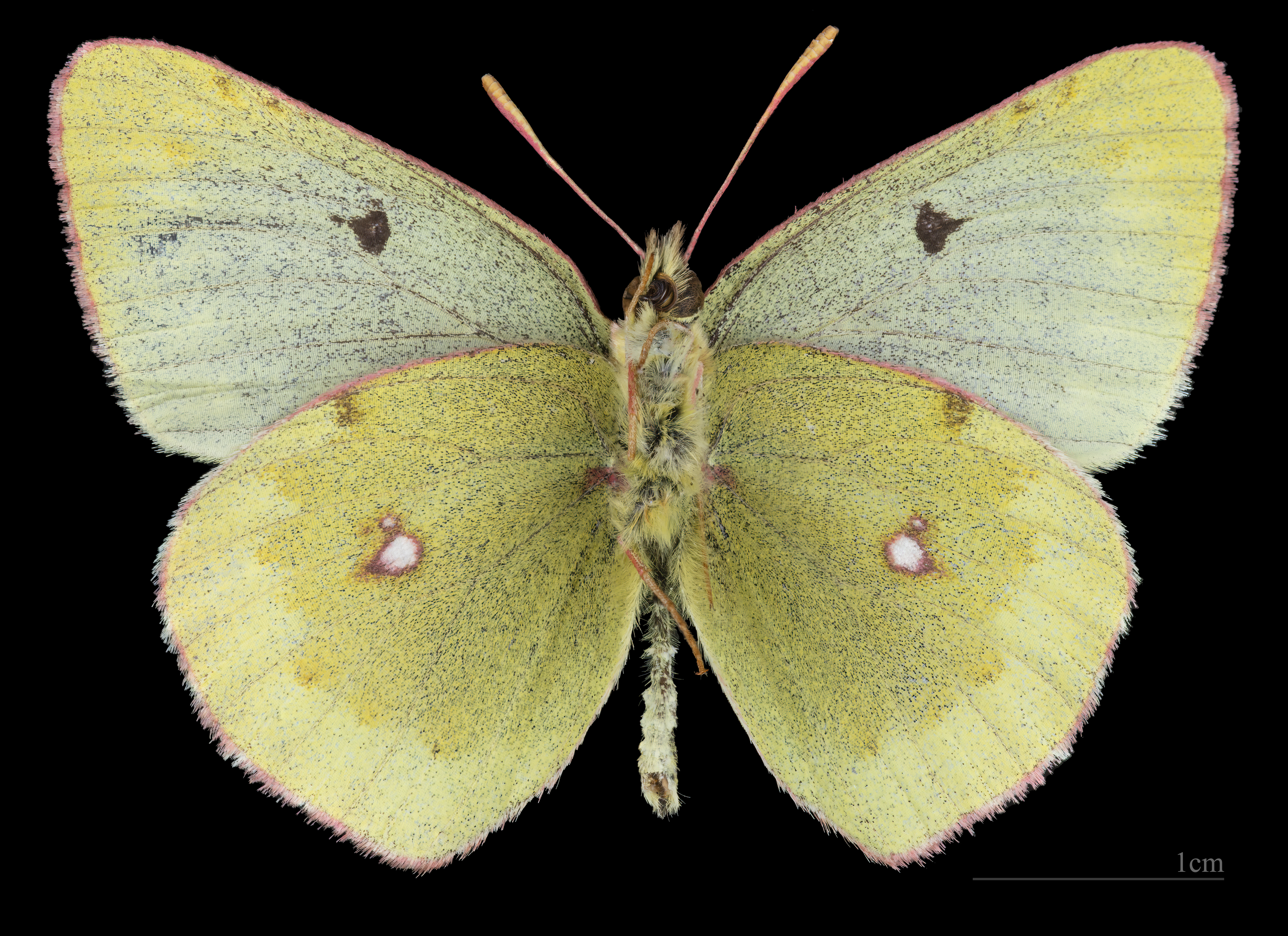
Colias phicomone ♂   △
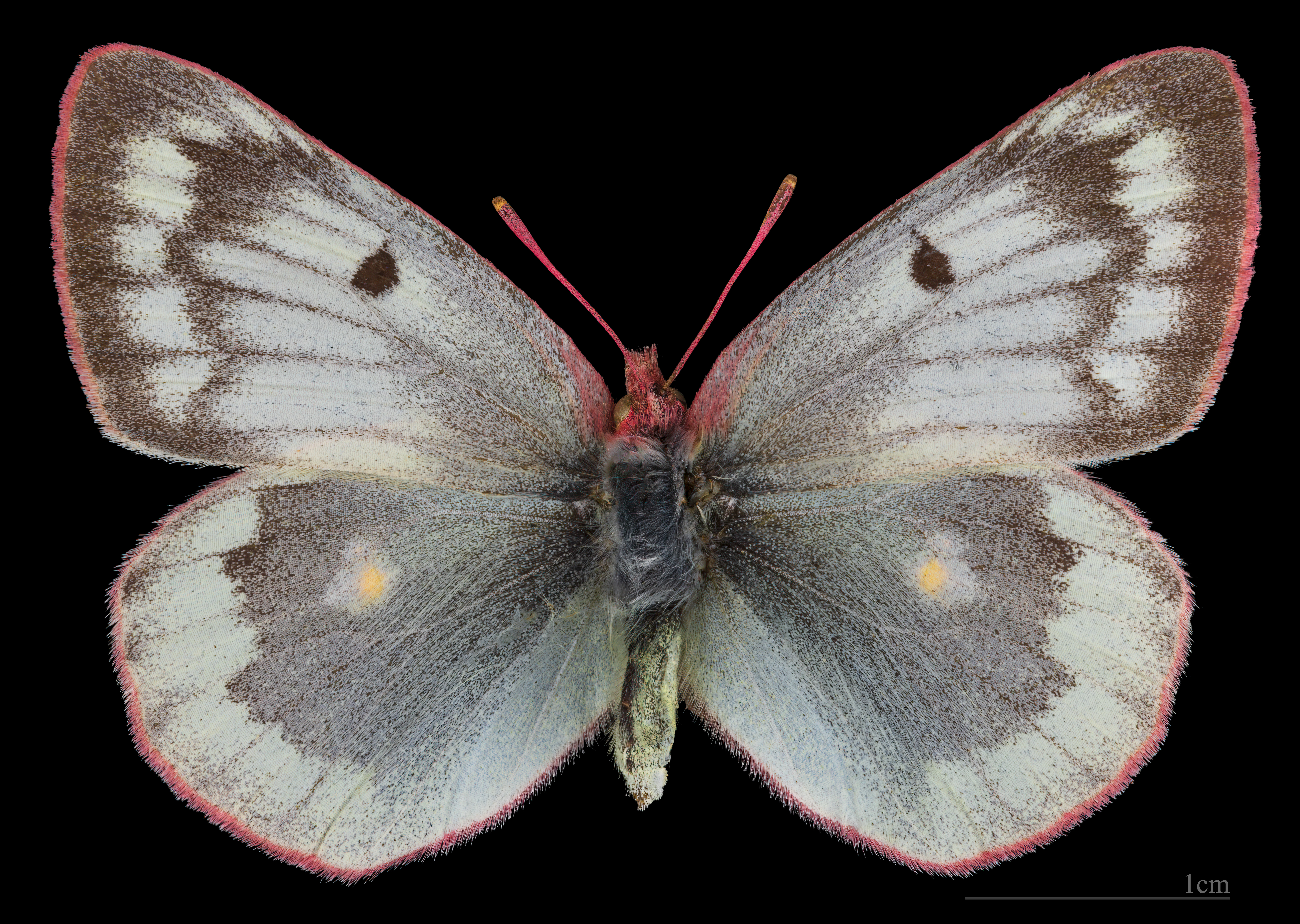
Colias phicomone ♀
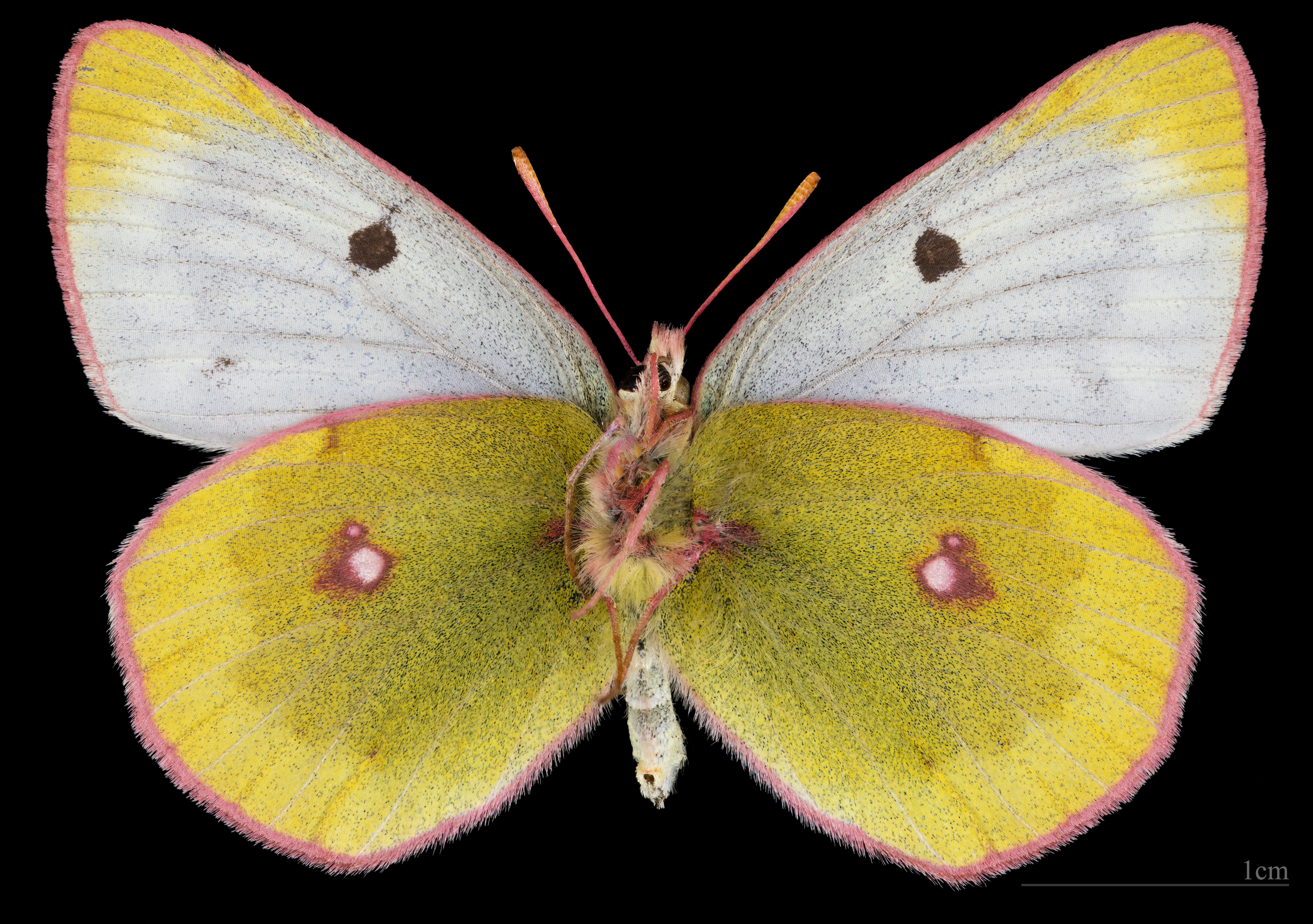
Colias phicomone ♀  △